# Nerís
Nerís és un municipi occità, situat al departament de l'Alier i a la regió d'Alvèrnia-Roine-Alps. L'any 2007 tenia 2.728 habitants.

## Demografia

### Població
El 2007 la població de fet de Nerís era de 2.728 persones. Hi havia 1.200 famílies de les quals 436 eren unipersonals (200 homes vivint sols i 236 dones vivint soles), 440 parelles sense fills, 288 parelles amb fills i 36 famílies monoparentals amb fills.
La població ha evolucionat segons el següent gràfic:
Habitants censats

### Habitatges
El 2007 hi havia 1.842 habitatges, 1.221 eren l'habitatge principal de la família, 435 eren segones residències i 186 estaven desocupats. 1.171 eren cases i 670 eren apartaments. Dels 1.221 habitatges principals, 887 estaven ocupats pels seus propietaris, 295 estaven llogats i ocupats pels llogaters i 39 estaven cedits a títol gratuït; 36 tenien una cambra, 104 en tenien dues, 216 en tenien tres, 298 en tenien quatre i 567 en tenien cinc o més. 780 habitatges disposaven pel capbaix d'una plaça de pàrquing. A 529 habitatges hi havia un automòbil i a 510 n'hi havia dos o més.

### Piràmide de població
La piràmide de població per edats i sexe el 2009 era:
| Homes | Edats   | Dones |
| ----- | ------- | ----- |
| 4     | 95 o +  | 8     |
| 0     | 90 a 94 | 48    |
| 24    | 85 a 89 | 76    |
| 20    | 80 a 84 | 20    |
| 32    | 75 a 79 | 84    |
| 52    | 70 a 74 | 92    |
| 84    | 65 a 69 | 88    |
| 88    | 60 a 64 | 100   |
| 88    | 55 a 59 | 96    |
| 72    | 50 a 54 | 92    |
| 120   | 45 a 49 | 92    |
| 96    | 40 a 44 | 120   |
| 76    | 35 a 39 | 80    |
| 80    | 30 a 34 | 72    |
| 80    | 25 a 29 | 52    |
| 80    | 20 a 24 | 52    |
| 108   | 15 a 19 | 92    |
| 84    | 10 a 14 | 68    |
| 68    | 5 a 9   | 20    |
| 52    | 0 a 4   | 48    |

## Economia
El 2007 la població en edat de treballar era de 1.628 persones, 1.123 eren actives i 505 eren inactives. De les 1.123 persones actives 1.019 estaven ocupades (547 homes i 472 dones) i 104 estaven aturades (52 homes i 52 dones). De les 505 persones inactives 207 estaven jubilades, 117 estaven estudiant i 181 estaven classificades com a «altres inactius».

### Ingressos
El 2009 a Nerís hi havia 1.199 unitats fiscals que integraven 2.604,5 persones, la mediana anual d'ingressos fiscals per persona era de 19.867 €.

### Activitats econòmiques
Dels 168 establiments que hi havia el 2007, 5 eren d'empreses alimentàries, 1 d'una empresa de fabricació de material elèctric, 3 d'empreses de fabricació d'altres productes industrials, 18 d'empreses de construcció, 29 d'empreses de comerç i reparació d'automòbils, 6 d'empreses de transport, 23 d'empreses d'hostatgeria i restauració, 1 d'una empresa d'informació i comunicació, 4 d'empreses financeres, 17 d'empreses immobiliàries, 23 d'empreses de serveis, 25 d'entitats de l'administració pública i 13 d'empreses classificades com a «altres activitats de serveis».
Dels 43 establiments de servei als particulars que hi havia el 2009, 1 era una oficina de correu, 1 una oficina bancària, 2 tallers de reparació d'automòbils i de material agrícola, 3 paletes, 4 guixaires pintors, 8 lampisteries, 3 electricistes, 5 perruqueries, 1 veterinari, 8 restaurants, 2 agències immobiliàries, 1 tintoreria i 4 salons de bellesa.
Dels 11 establiments comercials que hi havia el 2009, 1 era un supermercat, 1 una botiga de menys de 120 m², 1 una fleca, 2 carnisseries, 2 llibreries, 1 una botiga de roba, 1 una botiga d'equipament de la llar, 1 una botiga d'electrodomèstics i 1 una floristeria.
L'any 2000 a Nerís hi havia 35 explotacions agrícoles que ocupaven un total de 2.047 hectàrees.

## Equipaments sanitaris i escolars
El 2009 hi havia 1 hospital de tractaments de mitja durada (seguiment i rehabilitació), 2 farmàcies i 1 ambulància.
El 2009 hi havia 1 escola maternal i 1 escola elemental. Nerís disposava d'un col·legi d'educació secundària amb 211 alumnes.

## Poblacions més properes
El següent diagrama mostra les poblacions més properes.